# Îles Vierges des États-Unis aux Jeux olympiques d'hiver de 2022
Les Îles Vierges des États-Unis participent aux Jeux olympiques d'hiver de 2022 à Pékin en Chine du 9 au 20 février 2022. Il s'agit de leur huitième participation à des Jeux d'hiver.

## Skeleton
Katie Tannenbaum ne parvient pas à être classée au deçà de 45e au terme de la saison 2021-2022 avec une unique 20e place sur l'ultime manche à Saint-Moritz ; elle bénéficie cependant de la défection de la France qui avait accroché le 25e et dernier quota olympique avec Agathe Bessard puis de la Suède.
Le comité nationale avait d'ailleurs déposé en 2018 une réclamation devant le tribunal arbitral du sport pour que Katie Tannenbaum puisse participer aux jeux de Pyeongchang au nom de l'universalité, appel qui avait été rejeté.
| Athlètes         | Course 1     | Course 1 | Course 2     | Course 2 | Course 3     | Course 3 | Course 4 | Course 4 | Total         | Total |
| Athlètes         | Temps        | Rang     | Temps        | Rang     | Temps        | Rang     | Temps    | Rang     | Temps         | Rang  |
| ---------------- | ------------ | -------- | ------------ | -------- | ------------ | -------- | -------- | -------- | ------------- | ----- |
| Katie Tannenbaum | 1 min 6 s 48 | 25e      | 1 min 7 s 36 | 25e      | 1 min 4 s 84 | 25e      | Éliminée | Éliminée | 3 min 18 s 68 | 25e   |